# Європейська валютна система
Європе́йська валю́тна (монета́рна) систе́ма — (англ. European Monetary System, EMS) — регіональна валютна система, спрямована на об'єднання валют Спільного ринку у спільну одиницю.
Усі країни-члени, за винятком Великої Британії, прийняли концепцію ЄВС, яка набула чинності у квітні 1979 р. Європейська Валютна Система почала свою роботу у 1979 р.
Європейська валютна система замінила тогочасну «валютну змію». Вона об'єднала валюти держав-учасниць через механізм обмінних курсів, який регулював їхні відхилення від «європейської грошової одиниці» — ЕКЮ  (англ. European Currency Unit, ECU). Після непевного старту, Європейська монетарна система (ЄМС) допомогла країнам-учасницям боротися з інфляцією та відновити економічне зростання; стала перехідним етапом на шляху до економічного та монетарного союзу. Її головною метою було забезпечення стабільності курсів валют держав-членів Співтовариства. Зараз ця система трансформувалась у запровадження євро.

## Історія
Економічна криза 1970-их рр. (зростання безробіття та інфляції) негативно вплинула на функціонування тогочасної міжнародної валютної системи (ревальвація німецької марки, девальвація французького франка). Виникла необхідність захистити від регресу досягнуту економічну інтеграцію і розвиток торгівлі між країнами Співтовариства. Держави-члени вирішили розпочати підготовку до тіснішої економічної інтеграції та утворення єдиного економічного та валютного простору.
У 1969 р., на самміті в Гаазі, глави держав та урядів країн ЄЕС ухвалили рішення про створення Економічного та Валютного Союзу (ЕВС). Створення такого Союзу мало зміцнити позиції Співтовариства у світі, а також вплинути на зростання добробуту у державах-членах. Було створено групу експертів, котрі в рамках Комітету Вернера підготували доповідь про поступову реалізацію ЕВС. Доповідь Вернера, що визначала форму Союзу, була прийнята Європейською Радою у 1971 р.. Згідно з доповіддю він мав бути створений у три етапи, до 1980 р. Суттю цього плану була координація економічної політики, яка мала створити основи для валютної інтеграції.
Проте економічні труднощі у державах-членах (розвал Бреттон-Вудської валютної системи, коливання курсу долара, нафтовий шок, часті зміни курсів валют) спричинили сповільнення процесу економічної та валютної інтеграції. Єдиним результатом тогочасних прагнень до валютної інтеграції була «валютна змія», тобто механізм, що обмежував коливання ринкових курсів валют країн Співтовариства між собою до 2,25%. Коли зміна курсу даної валюти відносно валют інших держав-членів перевищувала допустиму межу, центральні банки повинні були здійснювати інтервенції на валютних ринках, щоб повернути курс на попередню позицію.
Оскільки для інтервенцій на валютних ринках з метою утримання бажаного курсу валюти потрібні були значні кошти, у 1973 році країни ЄЕС створили Європейський Фонд Валютної Співпраці (ЄФВС). Метою цього Фонду було надання національним центральним банкам кредитів для інтервенцій, а також координація політики, яку проводили центральні банки держав-членів. ЄФВС існував до кінця 1993 р., тобто до утворення Європейського Валютного Інституту.
Створена система функціонувала, на жаль, далеко не ідеально (часті зміни центральних курсів), тому необхідність стабілізації курсів валют у рамках економічної інтеграції наштовхнула на пошуки нових розв'язків.

## Структура
Європейська Валютна Система спиралася на три елементи:
- Європейська валютна одиниця — ЕКЮ
- Курсово-інтервенційний механізм
- Кредитний механізм

### ЕКЮ
Головним елементом ЄВС була Європейська валютна одиниця (ЕКЮ). ЕКЮ було лише розрахунковою одиницею, воно не мало матеріальної форми (банкноти, монети). ЕКЮ було кошиком, який складався з валют держав-членів Співтовариства. Кількість валюти держав-членів у кошику ЕКЮ залежала в першу чергу від:
- частки ВВП держави-члена в сукупному ВВП Співтовариства,
- частки експорту та імпорту держави-члена у внутрішній торгівлі Співтовариства,
- значення даної валюти як деномінатора інструментів ринків капіталу та грошей (кількість операцій у даній валюті на обох ринках).

Вага валюти в кошику — це відношення між кількістю даної валюти, що входила до кошика ЕКЮ і вартістю ЕКЮ, вираженій у цій валюті. Натомість, вартість ЕКЮ виражена в одній з валют кошика дорівнювала сумі кількості цієї валюти в кошику ЕКЮ і кількості решти складових валют ЕКЮ, перерахованій на цю валюту за чинним тоді центральним курсом.
Наприклад, 06.03.1995 року 1 ECU = 1.91007 DM, а до складу ЕКЮ входило 0.6242 DM. Тоді вага марки в кошику ЕКЮ була 0.6242 : 1.91007 х 100%=32.68% .
01.01.1994 року склад кошика було заморожено і остаточно до нього входило 12 валют, тобто валюти всіх тодішніх членів ЄС (Австрія, Швеція та Фінляндія стали членами ЄС у 1995 р.).

#### Функції ЕКЮ
- міра вартості у механізмі валютних курсів,
- основа для визначення показника відхилення курсів валют від центрального курсу,
- платіжний засіб для розрахунків в рамках інтервенцій на валютному ринку,
- платіжний засіб для розрахунків між органами та фінансовими інституціями Співтовариства,
- одиниця, у якій складався бюджет Співтовариства та проводилися усі розрахунки в рамках Співтовариства.

### Курсово-інтервенційний механізм
Коридор коливань ринкових курсів між валютами країн Співтовариства був чітко визначений. Ці курси могли відхилятись до ±2,25% (або ±6% для слабких країн, наприклад, Іспанії та Португалії) від двосторонніх центральних курсів. Цей коридор в результаті численних криз та проблем, пов'язаних з утриманням коливань курсів валют у настільки вузьких межах був у 1993 році розширений до ±15%. Це мало запобігти відмові держав Співтовариства від участі у ЄВС.
Примусові інтервенції центральних банків на валютних ринках полягали в тому, що якщо курс однієї валюти по відношенню до другої занадто зростав або падав, то центральні банки зацікавлених держав були зобов'язані вжити відповідні заходи. До 1993 року примусових інтервенцій було небагато, оскільки банки втручались заздалегідь, ще перед тим, як курс досягав межі коридору допустимих коливань. Лише у разі, коли інтервенції не приносили бажаних результатів, можливою була зміна центральних курсів між ЕКЮ і валютами держав-членів, проте, лише шляхом вирівнювання паритетів за згоди усіх зацікавлених урядів.

### Кредитний механізм
Якщо досягалась нижня чи верхня межа коридору коливань курсів валют, центральні банки проводили інтервенції на валютних ринках. Якщо бракувало коштів на таку інтервенцію, то ці банки використовували взаємну кредитну допомогу. Європейський Фонд Валютної Співпраці виконував таку саму функцію, як і під час функціонування «валютної змії», тобто, надавав кредити центральним банкам країн, що належали до ЄВС.